# ساندي ماكوتشون
ساندي ماكوتشون (بالإنجليزية: Sandy McCutcheon)‏ (1947)؛ روائي أسترالي.

## روابط خارجية
- ساندي ماكوتشون على موقع ميوزك برينز (الإنجليزية)